# Celestino Sfondrati
Celestino Sfondrati (Milano, 10 gennaio 1644 – Roma, 4 settembre 1696) è stato un cardinale, vescovo cattolico e teologo italiano.

## Biografia
Figlio di Valeriano Sfondrati, secondo Duca di Montemarciano, nipote di Papa Gregorio XIV e di Paola Camilla Marliani, sorella del Vescovo di Reggio Emilia, Monsignor Gianagostino Marliani.
Celestino Sfondrati apparteneva alla nobile famiglia milanese degli Sfondrati, la quale vantava già tra le proprie schiere numerosi ecclesiastici come i cardinali Francesco Sfondrati e Paolo Emilio Sfondrati, nonché un papa, Gregorio XIV.
All'età di dodici anni venne ammesso alla scuola di Rorschach sul lago di Costanza, che era diretta dai benedettini dell'Abbazia di San Gallo, e il 26 aprile 1660 prese l'abito benedettino proprio nella chiesa del medesimo monastero. All'età di 22 anni aveva già insegnato filosofia e teologia a Kempten, e dopo la sua elevazione a sacerdote (26 aprile 1668), divenne professore dei novizi del proprio monastero.
Dal 1679 al 1682 insegnò diritto canonico all'Università di Salisburgo, allora tenuta dai benedettini. Nel 1682 tornò al convento di San Gallo dove venne nominato vicario generale dell'abate locale.
Nel 1686 papa Innocenzo XI lo creò vescovo di Novara, dignità che accettò ad ogni modo con riluttanza. Dovette infatti abbandonare la città quando venne nominato principe-abate di San Gallo, il 17 aprile 1687.
Il suo esempio di vita pia e devota, come del resto i suoi scritti in difesa dell'autorità papale contro il gallicanesimo, indussero Innocenzo XII ad elevarlo al grado di cardinale, il 12 dicembre 1695 con il titolo di Santa Cecilia; ma una volta raggiunta Roma le sue condizioni di salute incominciarono a peggiorare e morì dopo soli nove mesi dall'acquisizione del cardinalato e venne sepolto nella propria chiesa titolare.

## Opere
Scrisse:
- Cursus theologicus in gratiam et utilitatem Fratrum Religiosorum (10 volumi, San Gallo, 1670), pubblicata anonima;
- Disputatio juridica de lege in praesumptione fundata (Salisburgo, 1681; 2ª ed., Salem, 1718), trattato morale contro il probabilismo;
- Regale sacerdotium Romano Pontifici assertum (San Gallo, 1684; 1693; 1749), pubblicato sotto lo pseudonimo di Eugenio Lombardo, in difesa dell'autorità pontificia e dei privilegi contro i Quattro Articoli della Dichiarazione del Clero Francese (1682);
- Cursus philosophicus monasterii S. Galli (3 volumi, San Gallo, 1686; 1695);
- Gallia vindicate (2 volumi, San Gallo, 1688; 1702), altro trattato contro il gallicanesimo, in particolare contro Maimbourg;
- Legatio Marchionis Lavardini ejusque cum Innocentio XI dissidium (1688), breve trattato concernente i diritti di asilo degli ambasciatori francesi a Roma;
- Nepotismus theologice expensus, quando nepotismus sub Innocentio XII abolitus fuit (San Gallo, 1692), opuscolo redatto su richiesta di papa Innocenzo XII per evidenziare, con argomenti storici, quanto fosse stato negativo il vezzo dei pontefici nel favorire la propria parentela.[1]
- Innocentia vindicata (San Gallo, 1695; Graz, 1708), tentativo di provare che San Tommaso d'Aquino avrebbe previsto la dottrina dell'Immacolata Concezione;
- Nodus praedestinationis ex sac. litteris doctrinaque SS. Augustini et Thomae, quantum homini licet, dissolutus (Roma, 1697; Colonia, 1705), lavoro postomno contro i giansenisti, nel quale l'autore espone la questione della grazia e della predestinazione nel senso del Molina e dei Gesuiti.

## Ascendenza
|                                               |                                                  |                                                                      | Genitori                                                        |  |  | Nonni |  |  | Bisnonni                      |  |  | Trisnonni                                |  |
|                                               |                                                  |                                                                      |                                                                 |  |  |       |  |  | Paolo, II conte della Riviera |  |  | Francesco Sfondrati, signore di Bellagio |  |
|                                               |                                                  |                                                                      |                                                                 |  |  |       |  |  | Paolo, II conte della Riviera |  |  | Francesco Sfondrati, signore di Bellagio |  |
|                                               |                                                  | Anna Visconti                                                        |                                                                 |  |  |       |  |  | Paolo, II conte della Riviera |  |  |                                          |  |
| Ercole Sfondrati, I duca di Montemarciano     |                                                  |                                                                      |                                                                 |  |  |       |  |  | Paolo, II conte della Riviera |  |  |                                          |  |
|                                               |                                                  | Sigismonda d'Este                                                    | Sigismondo II d'Este, I marchese di Borgomanero e Porlezza      |  |  |       |  |  |                               |  |  |                                          |  |
|                                               |                                                  | Sigismonda d'Este                                                    | Sigismondo II d'Este, I marchese di Borgomanero e Porlezza      |  |  |       |  |  |                               |  |  |                                          |  |
|                                               |                                                  | Sigismonda d'Este                                                    | Giustina Trivulzio                                              |  |  |       |  |  |                               |  |  |                                          |  |
| Valeriano Sfondrati, II duca di Montemarciano |                                                  | Sigismonda d'Este                                                    |                                                                 |  |  |       |  |  |                               |  |  |                                          |  |
|                                               |                                                  | Alberico I Cybo-Malaspina, I principe di Massa e marchese di Carrara | Lorenzo Cybo, II conte di Ferentillo                            |  |  |       |  |  |                               |  |  |                                          |  |
|                                               |                                                  | Alberico I Cybo-Malaspina, I principe di Massa e marchese di Carrara | Lorenzo Cybo, II conte di Ferentillo                            |  |  |       |  |  |                               |  |  |                                          |  |
|                                               |                                                  | Alberico I Cybo-Malaspina, I principe di Massa e marchese di Carrara | Ricciarda Malaspina, III marchesa di Massa e signora di Carrara |  |  |       |  |  |                               |  |  |                                          |  |
| Lucrezia Cybo Malaspina                       |                                                  | Alberico I Cybo-Malaspina, I principe di Massa e marchese di Carrara |                                                                 |  |  |       |  |  |                               |  |  |                                          |  |
|                                               |                                                  | Isabella di Capua                                                    | Vincenzo di Capua, III duca di Termoli                          |  |  |       |  |  |                               |  |  |                                          |  |
|                                               |                                                  | Isabella di Capua                                                    | Vincenzo di Capua, III duca di Termoli                          |  |  |       |  |  |                               |  |  |                                          |  |
|                                               |                                                  | Isabella di Capua                                                    | Maria di Capua                                                  |  |  |       |  |  |                               |  |  |                                          |  |
| Celestino Sfondrati                           |                                                  | Isabella di Capua                                                    |                                                                 |  |  |       |  |  |                               |  |  |                                          |  |
|                                               | Paolo Camillo Marliani, I conte di Busto Arsizio | Pietro Antonio Marliani, patrizio milanese                           |                                                                 |  |  |       |  |  |                               |  |  |                                          |  |
|                                               | Paolo Camillo Marliani, I conte di Busto Arsizio | Pietro Antonio Marliani, patrizio milanese                           |                                                                 |  |  |       |  |  |                               |  |  |                                          |  |
|                                               | Paolo Camillo Marliani, I conte di Busto Arsizio | Cornelia Rajnoldi                                                    |                                                                 |  |  |       |  |  |                               |  |  |                                          |  |
| Luigi Marliani, III conte di Busto Arsizio    | Paolo Camillo Marliani, I conte di Busto Arsizio |                                                                      |                                                                 |  |  |       |  |  |                               |  |  |                                          |  |
|                                               |                                                  | Giulia Martinengo Cesaresco                                          | Annibale Martinengo Cesaresco                                   |  |  |       |  |  |                               |  |  |                                          |  |
|                                               |                                                  | Giulia Martinengo Cesaresco                                          | Annibale Martinengo Cesaresco                                   |  |  |       |  |  |                               |  |  |                                          |  |
|                                               |                                                  | Giulia Martinengo Cesaresco                                          | Clara Federighi                                                 |  |  |       |  |  |                               |  |  |                                          |  |
| Paola Camilla Marliani                        |                                                  | Giulia Martinengo Cesaresco                                          |                                                                 |  |  |       |  |  |                               |  |  |                                          |  |
|                                               |                                                  | Fabrizio Marliani, patrizio milanese                                 | …                                                               |  |  |       |  |  |                               |  |  |                                          |  |
|                                               |                                                  | Fabrizio Marliani, patrizio milanese                                 | …                                                               |  |  |       |  |  |                               |  |  |                                          |  |
|                                               |                                                  | Fabrizio Marliani, patrizio milanese                                 | …                                                               |  |  |       |  |  |                               |  |  |                                          |  |
| Antonia Marliani                              |                                                  | Fabrizio Marliani, patrizio milanese                                 |                                                                 |  |  |       |  |  |                               |  |  |                                          |  |
|                                               |                                                  | Anna Carcassola                                                      | …                                                               |  |  |       |  |  |                               |  |  |                                          |  |
|                                               |                                                  | Anna Carcassola                                                      | …                                                               |  |  |       |  |  |                               |  |  |                                          |  |
|                                               |                                                  | Anna Carcassola                                                      | …                                                               |  |  |       |  |  |                               |  |  |                                          |  |
|                                               |                                                  | Anna Carcassola                                                      |                                                                 |  |  |       |  |  |                               |  |  |                                          |  |